# Parafia św. Jana Apostoła w Zalasowej
Parafia św. Jana Apostoła w Zalasowej – parafia rzymskokatolicka, znajdująca się w diecezji tarnowskiej, w dekanacie Tuchów.

## Historia
Parafia Zalasowa została erygowana w XIV w. Kronika parafialna podaje za dokładną datę powołania parafii rok 1342. Pierwszym kościół parafialnym był drewniany z XIV w. kościół pod wezwaniem św. Jana Ewangelisty, z dzwonnicą nad głównym wejściem, ufundowany prawdopodobnie przez Janusza Działyńskiego – kasztelana krakowskiego i właściciela wsi Zalasowa. 
Kardynał Jerzy Radziwiłł w 1594 zniósł parafię w Zalasowej, tworząc wikarię wieczystą, nad którą opiekę objęli kolegium wikariuszy kolegiaty tarnowskiej. Parafię Zalasowa (jako samodzielna parafia) została ponownie powołana ok. 1784 roku.
W grudniu 1830 r. w święto św. Szczepana nawałnica śnieżna zerwała dach doprowadzając do zamknięcia świątyni. Wszelkie nabożeństwa sprawowano w kaplicy zwanej „Pod lipami”. W 1840 wybudowaną drewnianą kapliczkę do czasu powstania nowego kościoła parafialnego.
Obecny kościół parafialny pod wezwaniem św. Jana Ewangelisty powstał w latach 1844–1848, staraniem miejscowego proboszcza ks. Piotra Paszywki z udziałem i pomocą parafian, z nakładem Księcia Władysława Sanguszki. W 1980 i 1981 świątynię powiększono o boczne kaplice za proboszczowania ks. Andrzeja Muchy (proboszcz 1974–1983).
W parafii od 2018 r. rozwija się kult św. Rity. W kościele zalasowskim umieszczone są jej relikwię oraz obraz.

## Proboszczowie, administratorzy[5]
- ks. Andrzej Januszewicz, 1671–1677; komendariusz
- ks. Błażej Barczykiewic, 1768–1774; komendariusz, 1774–1784; proboszcz
- ks. Szymon Józef Zamojski, 1784–1790; proboszcz
- ks. Jan Kalityński, 1790–1791; administrator
- ks. Jan Nepomucen Szulkiewicz, 1791–1801; proboszcz
- ks. Mateusz Soszyński, 1801–1809; proboszcz
- ks. Jakub Cabalski,1809–1810; proboszcz
- ks. Michał Będkowski, 1811; administrator
- ks.Wojciech Krupski, 1811–1813; administrator
- ks. Walenty Ciechociński, 1813–1823; proboszcz
- ks. Stanisław Piotrowicz, 1823–1824; proboszcz
- ks. Jan Nepomucen Krobicki, 1824; proboszcz
- ks. Franciszek Babiński, 1825; administrator
- ks. Jan Dereniewicz, 1826–1830; proboszcz
- ks. Józef Herczykiewicz, 1830–1832; proboszcz
- ks. Dominik Wagner, 1833–1835; administrator
- ks. Ludwik Matulewicz, 1836–1838; proboszcz
- ks. Andrzej Dudzik, 1838; administrator
- ks. Józef Pawlewicz, 1839–1841; proboszcz
- ks. Antoni Weisskopf, 1841–1842; proboszcz
- ks. Piotr Paszywka, 1842–1847; proboszcz
- ks. Stefan Gibel
- ks. Franciszek Ząbecki, 1852–1892; proboszcz
- ks. Michał Owsianka, 1892–1936; proboszcz
- ks. Adam Duszkiewicz, marzec – wrzesień 1934; administrator
- ks. Wilhelm Ostrowieński, 1934–1963; proboszcz
- ks. Mieczysław Szarek, 1963–1974; administrator
- ks. Józef  Żurawski, czerwiec –  sierpień 1974; proboszcz
- ks. Andrzej Mucha, 1974–1983; proboszcz
- ks. Leopold Bandurski, 1983–1986 proboszcz
- ks. Franciszek Tomczyk, 1986–2001; proboszcz
- ks. Henryk Podolski, 2001–2009; proboszcz
- ks. Kazimierz Kozyra, 2009–2017; proboszcz
- ks. Stanisław Kurczab, 2017–2024; proboszcz
- Ks. Piotr Gawełda, od 10.08.2024 – obecny proboszcz[6]